# Phyllanthus manausensis
Phyllanthus manausensis là một loài thực vật có hoa trong họ Diệp hạ châu. Loài này được W.A.Rodrigues miêu tả khoa học đầu tiên năm 1971.